# ГЕС Wyman
ГЕС Wyman – гідроелектростанція у штаті Мен (Сполучені Штати Америки). Знаходячись між Гарріс (вище по течії) та ГЕС Williams (13 МВт), входить до складу каскаду на річці Кенебек, яка дренує східну сторону Аппалачів та впадає до затоки Мен. 
В межах проекту річку перекрили комбінованою греблею висотою 85 метрів, яка включає земляну ділянку довжиною 805 метрів та прилягаючу до неї праворуч бетонну секцію довжиною 185 метрів. Вона утримує витягнуте по долині річки на 23,2 км водосховище з площею поверхні 12,7 км2, об’ємом 73,4 млн м3 та припустимим коливанням рівня у діапазоні 6 метрів.  
Інтегрований в бетонну секцію греблі машинний зал обладнали трьома турбінами типу Френсіс потужністю по 24 МВт, які при напорі у 43 метри забезпечували виробництво 351 млн кВт-год електроенергії на рік. В 2012-му власник станції отримав дозвіл на збільшення її загальної потужності до 88 МВт.